# Jama brzuszna

Jamy ciała ludzkiego.

Jama brzuszna (łac. cavitas abdominalis) – jedna z jam tułowia, składająca się z jamy otrzewnej i przestrzeni zewnątrzotrzewnowej, którą ze względu na położenie dzieli się na:
- przestrzeń przedotrzewnową (znajdującą się poniżej pępka między tylną powierzchnią przedniej ściany jamy brzusznej a otrzewną ścienną tej okolicy),
- przestrzeń podotrzewnową (położoną w miednicy małej),
- przestrzeń zaotrzewnową (znajdującą się z tyłu od jamy otrzewnej).

## Podział topograficzny
Ze względów chirurgicznych i topograficznych stosuje się podział, w którym okrężnica poprzeczna wraz z krezką dzieli jamę brzuszną na dwie części:
- część nadokrężniczą (piętro gruczołowe), w której znajdują się:
  - wątroba,
  - żołądek,
  - trzustka,
  - śledziona,
- część podokrężniczą (piętro jelitowe), w której leżą:
  - jelito cienkie,
  - jelito grube.